# Luka Klopčič
Luka Klopčič, slovenski rimskokatoliški duhovnik, * 4. oktober 1880, Železniki, † 26. september 1932, Calumet, Michigan.
Po končani gimnaziji in bogoslovju v Ljubljani se je izselil v ZDA, kjer je leta 1903 v St. Paulu (Minnesota) vstopil v St. Paul Seminary in bil 1904 posvečen v duhovnika. Istega leta je bil imenovan za župnika v Calumetu (Michigan), kjer je zgradil slovensko cerkev.